# Norwegian Wood (This Bird Has Flown)
Norwegian Wood (This Bird Has Flown) – piosenka zespołu The Beatles opublikowana w roku 1965 na płycie Rubber Soul. Jej autorem był John Lennon. Opowiada historię jednego z wielu romansów autora w czasie małżeństwa z Cynthią Lennon. Jest to pierwsza piosenka zespołu rozrywkowego, w nagraniu której wykorzystano hinduski instrument – sitar, na którym grał George Harrison.
Norwegian Wood to jedna z kilku piosenek z płyty Rubber Soul, w której podmiot liryczny zmaga się z antagonistycznymi związkami z kobietami. W porównaniu z wcześniejszą twórczością grupy (She Loves You, I Want to Hold Your Hand) utwory prezentują nieco mroczniejsze spojrzenie na miłość romantyczną. Egzotyczne instrumentarium i teksty pełne metafor były pierwszymi sygnałami artystycznego dojrzewania grupy oraz skłonności do eksperymentowania.
W 2004 r. utwór został sklasyfikowany na 83. miejscu listy 500 utworów wszech czasów magazynu Rolling Stone.

## Orientalne inspiracje
Harrison, który później zainteresował się transcendentalną medytacją i zaczął praktykować hinduizm, zdecydował się na wykorzystanie sitaru podczas sesji nagraniowej 12 i 21 października 1965. Jak sam później wspominał:
„Czekaliśmy by nakręcić scenę w restauracji (film Help!), w której facet zostaje wrzucony do zupy, w tle grało kilku indyjskich muzyków. Pamiętam, ze wziąłem sitar do ręki i pomyślałem: to ci dopiero zabawny dźwięk. Kupiłem więc płytę Raviego; po odsłuchaniu wywarła na mnie niezwykłe wrażenie, wszystko wydawało się takie znajome. To mnie po prostu wzywało. Kupiłem tani sitar w sklepie „India Craft” w Londynie. Nie do końca wiedziałem co z nią zrobić, ale podczas pracy nad Norwegian Wood czegoś potrzebowaliśmy. Było to dość spontaniczne… wziąłem instrument do ręki, znalazłem właściwe dźwięki i zagrałem. Złożyliśmy całość do kupy i okazało się, że trafiliśmy w samo sedno” – The Beatles Anthology.

## Słowa
Tekst piosenki opowiada o spotkaniu podmiotu lirycznego z nieznaną dziewczyną. Para piła wino i rozmawiała do późnej godziny w mieszkaniu owej dziewczyny. Ku zaskoczeniu bohatera, który liczył na „skonsumowanie” spotkania, o 2 w nocy dziewczyna przerywa flirt, oświadczając, że czas się kłaść („and then she said, It’s time for bed”) i odsyła go, by przespał w łazience. Tytuł odnosi się do taniego sosnowego drewna, które często stanowiło wykończenie wnętrz brytyjskich mieszkań klasy pracującej. W ostatniej zwrotce podmiot liryczny rozpala ogień („so I lit a fire”) co sugeruje podpalenie mieszkania dziewczyny, prawdopodobnie w akcie zemsty.
Wypowiedź Paula McCartneya potwierdziła, że finalna zwrotka dotyczy podpalenia:
„Peter Asher (brat późniejszej dziewczyny Paula) wykończył swój pokój tak, jak robiło to wtedy wiele ludzi – drewnem. Norweskim drewnem. To była sosna, zwykła tania sosna. Jednak nie brzmiało to dobrze jako tytuł, prawda – „Tania Sosna”. Całość była małą parodią pewnego typu dziewczyn, gdybyś wrócił z taką do jej mieszkania, byłoby tam pełno „norweskiego drewna”. Dla mnie tytuł to i tak zupełna abstrakcja, ale nie z punktu widzenia Johna, gdyż historia opowiada o jego romansie. Pewna dziewczyny kazała mu spać w łazience. Wpadłem więc na pomysł, by w ostatniej linijce piosenki podpalić jej mieszkanie. Pierw go uwodziła, a później powiedziała: you’d better sleep in the bath. W naszym świecie facet by się zemścił, czyli np. podpali mieszkanie…”
Ta rozmowa z kolei miała miejsce na konferencji prasowej w Los Angeles:
Reporter: Chciałbym skierować to pytanie do rozrabiaków. John i Paul, w niedawnym artykule magazyn „Times” ośmiesza muzykę pop. Stwierdzono w nim również, że „Day Tripper” dotyczy prostytutki.

Paul: Tak?

R: A „Norwegian Wood” opowiada o lesbijkach.

P: Tak?

R: Chciałbym się dowiedzieć, jakie były wasze zamiary, gdy pisaliście te utwory i jaka jest wasza opinia na temat krytyki współczesnej muzyki zaprezentowanej przez „Timesa”.

P: Próbowaliśmy jedynie napisać piosenki o prostytutkach i lesbijkach, to wszystko.